# Roman Baranowski
Roman Baranowśkyj (ur. w 1904, zm. w 1936) – członek Ukraińskiej Organizacji Wojskowej, a następnie Organizacji Ukraińskich Nacjonalistów.
W 1926 skazany przez polski sąd na karę więzienia, późniejszy współpracownik policji i prowokator. Po wyjściu z więzienia organizator bojowych akcji UWO i OUN, powtórnie skazany na 10 lat więzienia w 1932.
Brat Jarosława Baranowskiego. Zmarł w więzieniu.

## Literatura
- Ryszard Torzecki, Kwestia ukraińska w Polsce w latach 1923-1929, Kraków 1989, ISBN 83-08-01977-3.
- Енциклопедія українознавства, t. 1, Lwów 2000, s. 91, ISBN 5-7707-4048-5.